# 維庫洛沃區
56°49′N 70°37′E / 56.817°N 70.617°E
維庫洛沃區（俄语：Викуловский район），是俄羅斯的一個區，位於該國南部，由秋明州負責管轄，面積5,800平方公里，2010年該區人口16,435，人口密度每平方公里2.83人。